# 塞山 (錫爾夫雷塔阿爾卑斯山脈)
46°48′57″N 9°52′13″E / 46.815881943°N 9.870255430°E

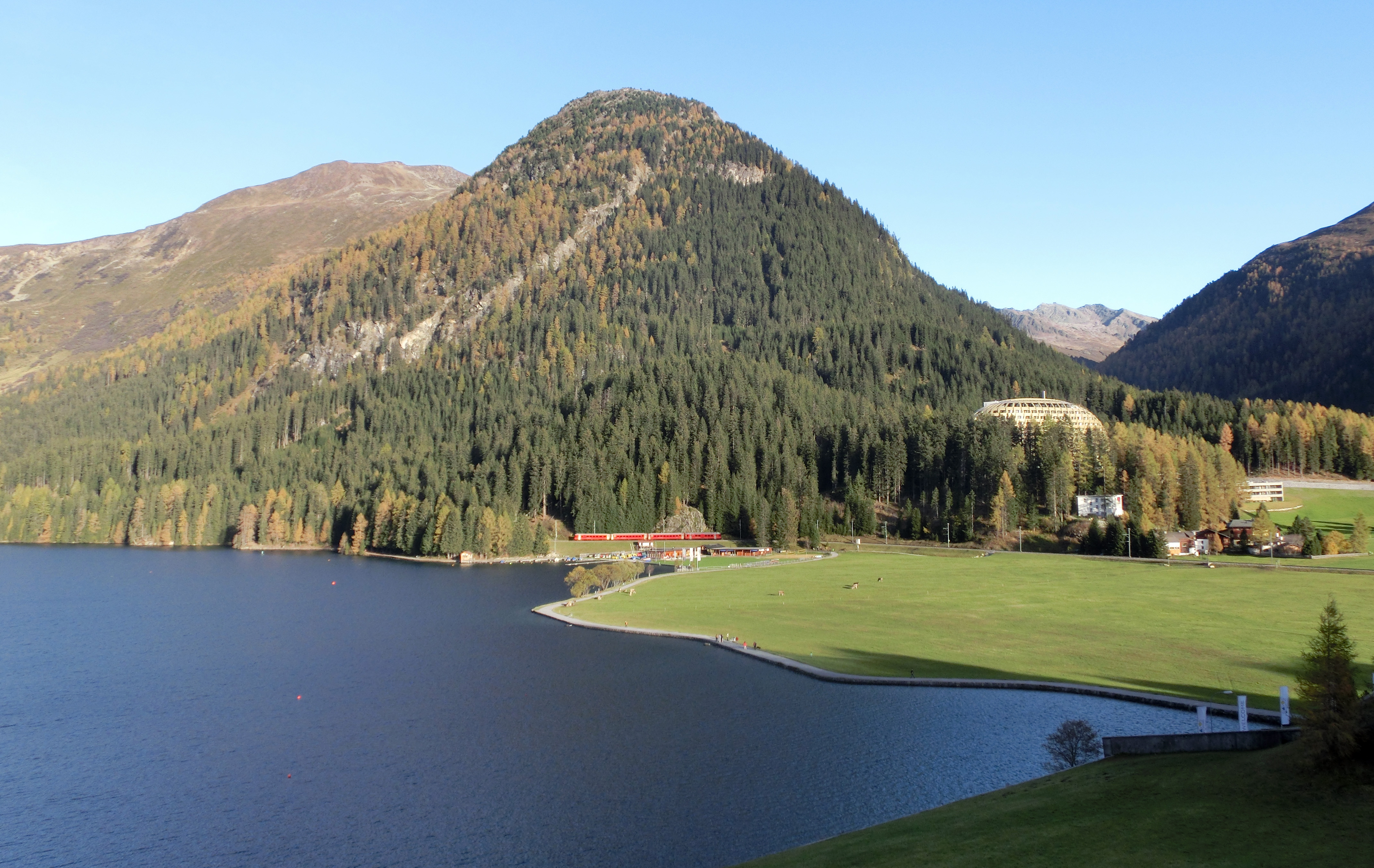

塞山（Seehorn），是瑞士的山峰，位於該國東南部，由格勞賓登州負責管轄，屬於錫爾夫雷塔阿爾卑斯山脈的一部分，海拔高度2,238米，每年平均降雨量1,729毫米。